# Le Don (Nabokov)
Pour les articles homonymes, voir Le Don.
Le Don (en russe : Дар) est un métaroman rédigé en russe par l'écrivain Vladimir Nabokov à l'époque berlinoise de sa vie. Il est écrit en prose mêlée de vers. Il fut publié pour la première fois en 1937. C'est en 1963 cependant qu'il est publié en anglais.

## Résumé
Fiodor Godounov-Tcherdyntsev, le héros principal, présente des caractéristiques biographiques de l'auteur : c'est un jeune poète débutant, fils d'un chercheur célèbre porté disparu (le père de Nabokov a été tué lors de l'attentat contre Pavel Milioukov).
Le héros vit dans un appartement loué, dont les propriétaires sont un ex-procureur antisémite, sa femme et la fille de sa femme, issue d'un premier mariage avec un juif. La fille et le héros s'aiment, mais leurs rapports ne peuvent arriver à l'étape d'une réelle proximité, car selon la jeune fille ce serait, en présence de ses parents, le sommet de la vulgarité.
L'apothéose du roman est le départ des parents après lequel survient une réelle proximité du jeune couple. La prose se mue alors en vers.
Les héros rentrent chez eux, mais aucun d'eux n'a la clé de l'appartement.
Le quatrième chapitre du Don est un « livre dans le livre » : la biographie de l'écrivain Nikolaï Tchernychevski, rédigée par le héros principal du roman. Nabokov y a exprimé son peu de sympathie pour la figure de Tchernychevski.

## Publication
Le roman a été publié dans cinq numéros de l'almanach parisien de l'émigration russe Sovremennye zapiski no 63 à 67 en 1937-38. En raison de sa dureté de ton, le quatrième chapitre, consacré à Tchernychevski, a été omis dans cette première édition.
Le roman a été publié en version intégrale en 1952 par la maison d'édition Tchekhov de New York.
Il est paru pour la première fois aux éditions Slovo en 1990 à Moscou.
L'ouvrage fait partie aujourd'hui de la liste des 100 livres pour les élèves en fédération de Russie
sous no 73 (classement alphabétique de nom d'auteur, deuxième colonne).

## Critiques
Selon une critique rédigée par l'écrivain V. Khodassevitch sur le premier chapitre, « Sirin [pseudnyme de Nabokov], qui est d'ordinaire généreux, semble avoir décidé de s'adonner à une belle prodigalité dans Le don. Parfois, il incorpore tant de choses différentes dans une seule phrase qu'il faudrait tout un récit pour se faire à un écrivain moins économe ou moins doué ».